# Mixed Up

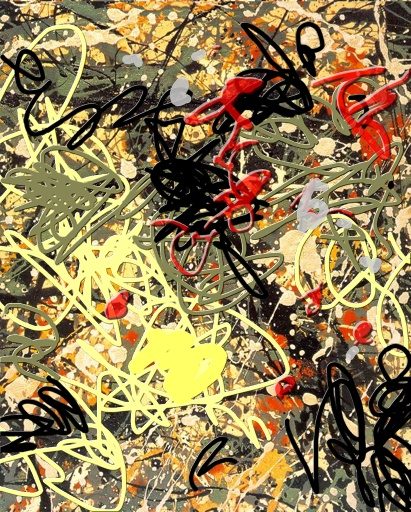
Técnica del action painting, cuya portada creada por el propio Robert Smith, está inspirada en esta técnica pictórica desarrollada y popularizada por Jackson Pollock.

Mixed Up -En españolː Mezclado- es el tercer álbum recopilatorio y primero de remezclas de la banda británica The Cure, lanzado en noviembre de 1990 por Fiction y Elektra. 
Consistió en un expermiento sonoro de la banda, en la que remezcló canciones de varios períodos de su carrera, incluyendo versiones extendidas de algunos de sus sencillos más exitosos. En el 2018 se lanzó en versión deluxe y contó además con una secuela llamada Torn Down.
La mayoría de los temas son versiones extendidas de grandes éxitos, como el caso de Fascination Street, Lovesong, Lullaby y Pictures of You. Existen versiones completamente nuevas de antiguos temas, en los que los másteres originales eran difíciles de reutilizar o se habían perdido, como ocurrió con el master de «A Forest», que fue regrabada expresamente para esta compilación.  El disco incluye un tema nuevo, titulado «Never Enough», aunque no la versión original del tema, sino una remezcla titulada Big Mix. 

## Contenido

### Portada
Contrariamente a lo que se puede pensar, la portada de este disco no estuvo diseñada por Parched Art, sino por el propio Robert Smith junto con Undy y Maya, Porl Thompson quedó al margen del diseño. 

## Autoría de las canciones
| «Lullaby (Extended Mix)»             | Smith/Gallup/Thompson/Williams/O'Donnell/Tolhurst | incluida originalmente en Disintegration (1989).          |
| «Close to Me (Closest Mix)»          | Smith                                             | incluida originalmente en The Head on the Door (1985).    |
| «Fascination Street (Extended Mix)»  | Smith/Gallup/Thompson/Williams/O'Donnell/Tolhurst | incluida originalmente en Disintegration (1989).          |
| «The Walk (Everything Mix)»          | Smith/Tolhurst                                    | incluida originalmente en Japanese Whispers (1983).       |
| «Lovesong (Extended Mix)»            | Smith/Gallup/Thompson/Williams/O'Donnell/Tolhurst | incluida originalmente en Disintegration (1989).          |
| «A Forest (Tree Mix)»                | Smith/Tolhurst/Gallup/Hartley                     | incluida originalmente en Seventeen Seconds (1980).       |
| «Pictures of You (Extended Dub Mix)» | Smith/Gallup/Thompson/Williams/O'Donnell/Tolhurst | incluida originalmente en Disintegration (1989).          |
| «Hot Hot Hot!!! (Extended Mix)»      | Smith/Gallup/Thompson/Williams/Tolhurst           | incluida originalmente en Kiss Me Kiss Me Kiss Me (1987). |
| «The Caterpillar (Flicker Mix)»      | Smith/Tolhurst                                    | incluida originalmente en The Top (1984).                 |
| «Inbetween Days (Shiver Mix)»        | Smith                                             | incluida originalmente en The Head on the Door (1985).    |
| «Never Enough (Big Mix)»             | Smith/Gallup/Thompson/Williams                    | incluida originalmente en Mixed Up (1990).                |

## Recepción

### Posiciones y certificaciones
| Año  | Lista | Posición | Certificación    |
| ---- | ----- | -------- | ---------------- |
| 1990 | UK    | 8        | Disco de Oro     |
| 1990 | USA   | 14       | Disco de Platino |
| 1990 | AUS   | 12       | —                |
| 1990 | AUT   | 24       | —                |
| 1990 | NZ    | 16       | —                |
| 1990 | SUE   | 31       | —                |
| 1990 | SUI   | 26       | —                |

## Créditos
| The Cure - Robert Smith - (Líder) guitarrista, voz - Simon Gallup - Bajista - Porl Thompson - Guitarra, bajo de seis cuerdas - Boris Williams - Baterista - Roger O'Donnell - Teclista - Laurence Tolhurst - Tecladista en las pistas 2, 8, 9, 10 y 11 (numeración según la edición LP) | Producción - Publicado por: Fiction Records Ltd. - Grabado en: Estudios Outside, Berkshire, Reino Unido 1989-1990 - «Lullaby (Extended Mix)» producida por Robert Smith y Dave M. Allen (1989). Remezclada por Robert Smith, Chris Parry y Mark Saunders. Originalmente publicada en marzo de 1989. - «Close to Me (Closest Mix)» producida por Robert Smith y Dave M. Allen (instrumentos de viento por Rent Paty) (1985). Remezclada por Paul Oakenfold. Ingeniero de sonido: Steve Osbourne (junio de 1990). - «Fascination Street (Extended Mix)» producida por Robert Smith y Dave M. Allen (1989). Remezclada por Robert Smith y Mark Saunders. Publicada en USA en marzo de 1989. - «The Walk (Everything Mix)» regrabada en junio de 1990. Producida por Robert Smith y Mark Saunders. Remezclada por Mark Saunders en junio de 1990. - «Lovesong (Extended Mix)» producida por Robert Smith y Dave M. Allen (1989). Remezclada por Robert Smith, Chris Parry y Mark Saunders. - «A Forest (Tree Mix)» regrabada en junio de 1990. Producida por Robert Smith y Mark Saunders. Remezclada por Mark Saunders en junio de 1990. Publicada en agosto de 1989. - «Pictures of You (Extended Dub Mix)» producida por Robert Smith y Dave M. Allen (1989). Remezclada por Bryan "Chuck" New. Publicada en febrero de 1990. - «Hot Hot Hot!!! (Extended Mix)» producida por Robert Smith y Dave M. Allen (1987). Remezclada por François Kevorkian y Ron St. Germain. Publicada en febrero de 1988. - «The Caterpillar (Flicker Mix)» producida por Robert Smith, Chris Parry y Dave M. Allen (1984). Remezclada por Bryan "Chuck" New en mayo de 1990. - «Inbetween Days (Shiver Mix)» producida por Robert Smith y Dave M. Allen (1985). Remezclada por William Orbit. Ingeniero de sonido: Richard Dight (ritmo adicional Overdubs por Sugar J) junio de 1990. - «Never Enough (Big Mix)» producida por Robert Smith y Mark Saunders (1990). Mezclada por Mark Saunders julio de 1990. - Gracias a: todos los de Fiction y a todos y a cada uno que nos ha ayudado con todo esto!!! - Epígrafe: "Busca la ridiculez de las cosas y tú mismo te encontrarás en ella". Jules Renard |

## Listado de temas

### Edición LP
| lado A |                                     |          |  |
| N.º    | Título                              | Duración |  |
| 1.     | «Lullaby (Extended Mix)»            | 7:43     |  |
| 2.     | «Close to Me (Closer Mix)»          | 5:44     |  |
| 3.     | «Fascination Street (Extended Mix)» | 8:47     |  |

| lado B |                             |          |  |
| N.º    | Título                      | Duración |  |
| 4.     | «The Walk (Everything Mix)» | 5:27     |  |
| 5.     | «Lovesong (Extended Mix)»   | 6:19     |  |
| 6.     | «A Forest (Tree Mix)»       | 6:55     |  |

| lado C | |          |  |
| N.º    | Título | Duración |  |
| 7.     | «Pictures of You (Extended Dub Mix)»                                                                      | 6:41     |  |
| 8.     | «Hot Hot Hot!!! (Extended Mix)»                                                                           | 7:01     |  |
| 9.     | «Why Can't I Be You? (Extended Mix)» (aparece sólo en la versión francesa de 5 CD, en vinilo y en casete) | 8:07     |  |

| lado D |                                 |          |  |
| N.º    | Título                          | Duración |  |
| 10.    | «The Caterpillar (Flicker Mix)» | 5:40     |  |
| 11.    | «In Between Days (Shiver Mix)»  | 6:22     |  |
| 12.    | «Never Enough (Big Mix)»        | 6:07     |  |

- Listado de canciones para las ediciones del álbum en el Reino Unido y Estados Unidos.

### Edición CD
|     |                                      |          |  |  |  |  |  |  |  |  |
| N.º | Título                               | Duración |  |  |  |  |  |  |  |  |
| 1.  | «Lullaby (Extended Mix)»             | 7:43     |  |  |  |  |  |  |  |  |
| 2.  | «Close to Me (Closest Mix)»          | 5:44     |  |  |  |  |  |  |  |  |
| 3.  | «Fascination Street (Extended Mix)»  | 8:47     |  |  |  |  |  |  |  |  |
| 4.  | «The Walk (Everything Mix)»          | 5:27     |  |  |  |  |  |  |  |  |
| 5.  | «Lovesong (Extended Mix)»            | 6:19     |  |  |  |  |  |  |  |  |
| 6.  | «A Forest (Tree Mix)»                | 6:55     |  |  |  |  |  |  |  |  |
| 7.  | «Pictures of You (Extended Dub Mix)» | 6:41     |  |  |  |  |  |  |  |  |
| 8.  | «Hot Hot Hot!!! (Extended Mix)»      | 7:01     |  |  |  |  |  |  |  |  |
| 9.  | «The Caterpillar (Flicker Mix)»      | 5:40     |  |  |  |  |  |  |  |  |
| 10. | «In Between Days (Shiver Mix)»       | 6:22     |  |  |  |  |  |  |  |  |
| 11. | «Never Enough (Big Mix)»             | 6:07     |  |  |  |  |  |  |  |  |

- Mixed Up también fue lanzado en formato doble LP, y en casete, con la canción extra «Why Can't I Be You (Extended Remix)».

## Sencillos y lados B
| N.º | Título | Duración |  |

## Títulos de las pistas
El subtítulo entre paréntesis de cada mezcla está inspirado directamente en la letra de la canción a la que hace referencia. Así vemos:
| - «The Walk (Everything Mix)» In an instant I remembered everything. - «A Forest (Tree Mix)» Into the trees. - «The Caterpillar (Flicker Mix)» Flicker, flicker, flicker, flicker/ Here you are. - «In Between Days (Shiver Mix)» Yesterday I got so scared I shivered like a child. - «Never Enough (Big Mix)» However big I ever feel/It's never enough. | - «Primary (Red Mix)» So they close together/Dressed in red and yellow. - «Just Like Heaven (Dizzy Mix)» Spinning on that dizzy edge/I kissed her face and kissed her head. - «Let's Go to Bed (Milk Mix)» Let me take your hand/I'm shaking like milk. - «Close to Me (Closer Mix)» y «Close to Me (Closest Mix)» son diferentes porque las palabras Closer o Closest no están contenidas en la letra. |